# Jean Christopher Burger
Jean Christopher Burger (* 1965 in Köln) ist ein deutscher Filmemacher und Filmregisseur. Nach einem Studium an der Universität für Musik und darstellende Kunst Wien arbeitet und lebt er in Köln.

## Filmografie
Regisseur
- 1988:  Roberts Augenblick, Kurzfilm, Deutschland, 10 Min.
- 1992: Zum Sehen geboren, Dokumentation, Deutschland, 30 min,
- 1993: A Taste of Life, Kurzfilm, Deutschland, 15 Min.
- 1993: Laßt uns Zeit … Montessoripädagogik à la Hans Elsner, Dokumentation, Deutschland, 30 min
- 1994: Sentema, Kurzfilm, Deutschland, 10 Min.
- 1995: Irgendwo hätte ich sonst hingewollt, Dokumentation, Deutschland, 51 min.
- 1997: Ernst Wille – Videonotizen, Dokumentation, Deutschland, 75 min,
- 1997: Vorfrühling, Dokumentation, Deutschland, 24 min,
- 2000: Für mein Kind – Eine Schule wird gegründet, Dokumentation, Deutschland, 30 min,
- 2001: Interakt, Dokumentation, Deutschland, 60 min,
- 2006: Vor Einbruch der Dunkelheit, Dokumentation, Deutschland, 87 min
- 2007: Montessorischüler gehen ihren Weg, Dokumentation, Deutschland, 30 min

Filmschnitt
- 1994: Sentema
- 1998: Knutschen, kuscheln, jubilieren
- 1998: Hans Eppendorfer: Suche nach Leben
- 2006: Vor Einbruch der Dunkelheit, Dokumentation, Deutschland, 87 min

Drehbuchautor, Kameramann
- 2006:  Vor Einbruch der Dunkelheit, Dokumentation, Deutschland, 87 min

Drehbuchautor, Kameramann, Produzent
- 1994: Sentema

## Auszeichnungen
Vor Einbruch der Dunkelheit:
- 2006 Bei dem achtung berlin  Filmfestival 2006 wurde der Film von der zitty Publikumsjury mit dem Publikumspreis ausgezeichnet.